# Каччаторе, Фабрицио
Фабрицио Каччаторе (итал. Fabrizio Cacciatore; 8 октября 1986 года, Турин) — итальянский футболист, защитник.

## Клубная карьера
Фабрицио Каччаторе начинал свою карьеру футболиста будучи игроком «Сампдории» и на правах аренды выступая за клубы низших итальянских лиг «Ольбия», «Реджана» и «Фолиньо». Сезон 2008/09 он также на правах аренды провёл за команду Серии B «Триестина».
28 октября 2009 года Каччаторе дебютировал в Серии А, выйдя на замену в составе «Сампдории» во втором тайме гостевого поединка против «Ювентуса». 16 сентября 2010 года он забил свой первый гол на высшем уровне, открыв счёт в гостевом матче с нидерландским ПСВ, проходившем в рамках группового этапа Лиги Европы. Затем Каччаторе вновь играл на правах аренды за команды Серии B «Сиена», «Варезе» и «Эллас Верона». С последней он вышел в Серию А, после чего заключил полноценный контракт с ней. 22 сентября 2013 года Каччаторе забил свой первый гол в главной итальянской футбольной лиге, открыв счёт в гостевой игре с «Ювентусом». В середине 2014 года он вернулся в «Самдорию», а спустя год перешёл в клуб «Кьево Верона».